# Per-Hugo Winberg
Oscar Per-Hugo Winberg, född 16 mars 1920 i Kristianstads församling i Kristianstads län, död 24 december 1984 i Växjö domkyrkoförsamling i Kronobergs län, var en svensk militär.

## Biografi
Winberg avlade studentexamen i Helsingborg 1939. Han avlade officersexamen vid Kungliga Krigsskolan 1942 och utnämndes samma år till fänrik vid Södra skånska infanteriregementet. Han studerade vid Infanteri officersskolan 1947–1948, var avdelningschef vid Arméns underofficerskola 1951–1954 och studerade vid Kungliga Krigshögskolan 1954–1956. År 1958 befordrades han till kapten, 1958–1960 var han detaljchef vid Arméstaben och 1960–1961 lärare vid Kungliga Krigshögskolan. Han befordrades 1961 till major och 1964 till överstelöjtnant, varefter han var utbildningsofficer och ställföreträdande regementschef vid Hälsinge regemente 1965–1968. År 1968 befordrades han till överste och 1968–1972 var han chef för Arméns underofficerskola. Han var 1972–1974 chef för Kronobergs regemente, därefter 1974–1977 ställföreträdande regementschef och ställföreträdande befälhavare för Kronobergs försvarsområde. Efter att 1977 befordrats till överste av första graden var han 1977–1980 försvarsområdesbefälhavare för Kronobergs försvarsområde tillika åter chef för Kronobergs regemente.